# Окрени леђа вјетру
„Окрени леђа вјетру” је југословенски ТВ филм из 1972. године. Режирао га је Иван Хетрих а сценарио је написао Федор Видаш.

## Улоге
| Глумац             | Улога |
| ------------------ | ----- |
| Зденка Анушић      |       |
| Инге Апелт         |       |
| Златко Црнковић    |       |
| Вања Драх          |       |
| Угљеша Којадиновић |       |
| Борис Михољевиц    |       |
| Драго Митровић     |       |